# 羅伊德·伊斯格羅夫
羅伊德·伊斯格羅夫（英語：Lloyd Isgrove；1993年1月12日—）是一位威爾士足球運動員。在場上的位置是邊鋒。他也代表威爾士U21國家足球隊參賽。